# Handley Page Hinaidi
Le Handley Page Hinaidi est un avion militaire de l'entre-deux-guerres, bombardier biplan bimoteur qui a servi dans la Royal Air Force de 1929 à 1937.
Son nom vient de la base aérienne RAF Hinaidi (en) près de Bagdad qui était la principale base de la RAF en Irak dans l'entre-deux-guerres.

## Conception
Le Hinaidi fut conçu à partir de son prédécesseur le Handley Page Hyderabad, avec une structure métallique et deux moteurs en étoile Jupiter en remplacement des moteurs en ligne Napier Lion. Deux prototypes, construits en bois, effectuèrent leur vol initial en mars 1927. Ces appareils donnèrent naissance à deux versions de série, Mark I et Mark II. 

## Engagements
La première unité à être dotée de ce type de machine fut le squadron 99, qui prit en compte le Hinaidi en octobre 1929, bientôt suivi par le squadron 10 et par les squadrons 502 et 503 de l'Auxilary Air Force. Ils participèrent à la première grande évacuation par voie aérienne entre décembre 1928 et février 1929 lorsque 586 étrangers durent quitter Kaboul lors d'une guerre civile.
En 1933, le Hinaidi fut remplacé par le Handley Page Heyford puis déclaré obsolète en 1937.

## Variantes
- Mark I, construit à 19 exemplaires, dont 7 étaient des Handley Page Hyderabad transformés[1].
- Mark II, entièrement métallique, 33 exemplaires construits[1].